# 인동속

인동속(Honeysuckle, Lonicera)은 인동과에 속하는 관목 또는 덩굴식물이며 북아메리카와 유라시아의 북위도에서 자생한다. 약 180종이 북아메리카와 유라시아에서 식별되고 있다. 인동덩굴 등의 종이 알려져 있다.
대부분의 인동속 식물은 관목형 의 특성을 지닌 경질의 덩굴성 식물이다. 또한 대부분은 낙엽수이며 일부는 상록수다. 잎은 마주 나고 단순한 타원형이다.

## 경작종
- L. × heckrottii ‘Gold Flame’[3]
- L. ‘Mandarin’[4]
- L. × purpusii 'Winter Beauty'[5]
- L. × tellmanniana[6]

## 선별된 종
- 댕댕이나무
- 인동덩굴
- 괴불나무